# Ecquedecques
Ecquedecques és un municipi francès situat al departament del Pas de Calais i a la regió dels Alts de França. L'any 2007 tenia 476 habitants.

## Demografia

### Població
El 2007 la població de fet d'Ecquedecques era de 476 persones. Hi havia 182 famílies de les quals 36 eren unipersonals (20 homes vivint sols i 16 dones vivint soles), 69 parelles sense fills, 73 parelles amb fills i 4 famílies monoparentals amb fills.
La població ha evolucionat segons el següent gràfic:
Habitants censats

### Habitatges
El 2007 hi havia 194 habitatges, 183 eren l'habitatge principal de la família, 6 eren segones residències i 5 estaven desocupats. Tots els 191 habitatges eren cases. Dels 183 habitatges principals, 156 estaven ocupats pels seus propietaris, 24 estaven llogats i ocupats pels llogaters i 3 estaven cedits a títol gratuït; 1 tenia dues cambres, 8 en tenien tres, 36 en tenien quatre i 138 en tenien cinc o més. 149 habitatges disposaven pel capbaix d'una plaça de pàrquing. A 83 habitatges hi havia un automòbil i a 83 n'hi havia dos o més.

### Piràmide de població
La piràmide de població per edats i sexe el 2009 era:
| Homes | Edats   | Dones |
| ----- | ------- | ----- |
| 0     | 95 o +  | 0     |
| 0     | 90 a 94 | 0     |
| 4     | 85 a 89 | 0     |
| 12    | 80 a 84 | 8     |
| 8     | 75 a 79 | 16    |
| 12    | 70 a 74 | 20    |
| 8     | 65 a 69 | 12    |
| 4     | 60 a 64 | 12    |
| 8     | 55 a 59 | 12    |
| 28    | 50 a 54 | 16    |
| 28    | 45 a 49 | 28    |
| 8     | 40 a 44 | 16    |
| 16    | 35 a 39 | 16    |
| 12    | 30 a 34 | 4     |
| 16    | 25 a 29 | 4     |
| 8     | 20 a 24 | 12    |
| 28    | 15 a 19 | 20    |
| 20    | 10 a 14 | 12    |
| 4     | 5 a 9   | 0     |
| 8     | 0 a 4   | 0     |

## Economia
El 2007 la població en edat de treballar era de 313 persones, 222 eren actives i 91 eren inactives. De les 222 persones actives 206 estaven ocupades (112 homes i 94 dones) i 16 estaven aturades (5 homes i 11 dones). De les 91 persones inactives 28 estaven jubilades, 30 estaven estudiant i 33 estaven classificades com a «altres inactius».

### Ingressos
El 2009 a Ecquedecques hi havia 185 unitats fiscals que integraven 473 persones, la mediana anual d'ingressos fiscals per persona era de 18.638 €.

### Activitats econòmiques
Dels 11 establiments que hi havia el 2007, 1 era d'una empresa de fabricació d'altres productes industrials, 2 d'empreses de construcció, 1 d'una empresa de comerç i reparació d'automòbils, 1 d'una empresa d'hostatgeria i restauració, 1 d'una empresa d'informació i comunicació, 1 d'una empresa immobiliària, 2 d'empreses de serveis i 2 d'empreses classificades com a «altres activitats de serveis».
Dels 2 establiments de servei als particulars que hi havia el 2009, 1 era una lampisteria i 1 restaurant.
L'any 2000 a Ecquedecques hi havia 6 explotacions agrícoles.

## Equipaments sanitaris i escolars
El 2009 hi havia una escola elemental integrada dins d'un grup escolar amb les comunes properes formant una escola dispersa.

## Poblacions més properes
El següent diagrama mostra les poblacions més properes.